# Station Colomiers
Station Colomiers is een spoorwegstation in de Franse gemeente Colomiers.